# Elbewerft EWB 500
EWB 500 bezeichnet einen Containerschiffstyp, der in den 1990er-Jahren auf der Elbewerft in Boizenburg/Elbe in einer Serie von fünf Einheiten gebaut wurde. Bisweilen findet man auch die Bezeichnung CS 500.

## Einzelheiten
Die Baureihe der Elbewerft Boizenburg wurde in den Jahren 1996 bis 1998 für verschiedene deutsche Reedereien gebaut. Die Werft musste 1997 Insolvenz anmelden und stellte 1998 den Betrieb ein. Die Vorschiffe der Einheiten wurden aus der Türkei zugeliefert, die Hinterschiffe entstanden in Boizenburg. Die Uwe Kahrs, die Katharina B und die Merino entstanden 1997 an der Ausrüstungskaje der Lloyd Werft in Bremerhaven. Die letzten beiden Schiffe der Serie wurden durch die Sietas-Werft in Hamburg fertiggestellt und dort als Typ 159 bezeichnet.
Die Schiffe sind als Mehrzweck-Trockenfrachtschiffe ausgelegt. In der Hauptsache werden sie im Containertransport eingesetzt. Die Kapazität beträgt 523 TEU. Bei einer homogenen Beladung mit 14 Tonnen schweren 20-Fuß-Containern ist der Transport von bis zu 418 TEU möglich.
Der Antrieb der Schiffe besteht aus einem MaK-Viertakt-Dieselmotor des Typs 9 M32 mit einer Leistung von 3960 kW. Der Motor treibt einen Wellengenerator und den Verstellpropeller an und ermöglicht eine Geschwindigkeit von 16,5 Knoten. Weiterhin stehen zwei Hilfsdiesel und ein Notdiesel-Generator zur Verfügung. Die An- und Ablegemanöver werden durch ein Bugstrahlruder unterstützt.

## Bauliste
| EWB 500                             | EWB 500                   | EWB 500     | EWB 500                           | EWB 500                         | EWB 500 |
| Bauname                             | Baunummer                 | IMO- nummer | Kiellegung Stapellauf Ablieferung | Auftrag- geber                  | Umbenennungen und Verbleib |
| ----------------------------------- | ------------------------- | ----------- | --------------------------------- | ------------------------------- | --- |
| Katharina B                         | Elbewerft 231             | 9121869     | 13.02.1996 19.07.1996 12.04.1997  | Tesch Bereederung, Haren/Ems    | 2004 HMS Portugal, 2009 Katharina B, 2019 Asmar, 2021 Sidra Halima, so 2024 in Fahrt                                                                                   |
| Uwe Kahrs                           | Elbewerft 230             | 9121857     | 13.02.1996 19.07.1996 12.05.1997  | J. Kahrs Schiffahrt, Stade      | 1998 Maersk Messina, 1999 Uwe Kahrs, 2004 HMS Goodwill, 2006 John Mitchell , 2011 LDR Ilyas, 2015 Abanoz, so 2024 in Fahrt                                             |
| Merino                              | Elbewerft 232             | 9121871     | 26.06.1996 28.02.1997 15.09.1997  | Reederei tom Wörden, Oldendorf  | 1997 Gracechurch Meteor, 2002 Merino, 2004 Portlink Pacer, 2006 Pacer, 2007 HMS Navigator, 2008 WEC Navigator, 2010 Navigator, 2014 Dubai Enterprise, so 2024 in Fahrt |
| Margareta B                         | Elbewerft 233 Sietas 1181 | 9121883     | 28.06.1996 24.06.1997 10.01.1998  | Tesch Bereederung, Haren/Ems    | 2015 Jaohar Rima, 2021 S.J. Rima, so 2024 in Fahrt |
| Gerd Sibum                          | Elbewerft 234 Sietas 1182 | 9121895     | 18.03.1997 19.12.1997 18.04.1998  | Reederei Bernd Sibum, Haren/Ems | 1998 Maersk Salerno, 1999 Gerd Sibum, 2013 BF Aurelia, 2017 Aurelia, so 2024 in Fahrt                                                                                  |
| Daten: Miramar Ship Index / Equasis |                           |             |                                   |                                 | |